# Беррі Каллен
Чарльз Френсіс Каллен (англ. Charles Francis "Barry" Cullen, 16 червня 1935, Оттава — 16 грудня 2022) — канадський хокеїст, що грав на позиції правого нападника.
Його брати — Браян Каллен та Рей Каллен, також були хокеїстами НХЛ. Його син, Джон Каллен, — хокеїст, гравець НХЛ і збірної Канади 1990-х.

## Ігрова кар'єра
Професійну хокейну кар'єру розпочав 1953 року.
Протягом професійної клубної ігрової кар'єри, що тривала 12 років, захищав кольори команд «Торонто Мейпл-Ліфс» та «Детройт Ред-Вінгс».
Усього провів 219 матчів у НХЛ, включаючи 6 ігор плей-оф Кубка Стенлі.